# Presidium van het Centraal Comité van de Communistische Partij van Tsjechoslowakije

Logo van de KSČ

Het Presidium van het Centraal Comité van de Communistische Partij van Tsjechoslowakije (Tsjechisch: Předsednictvo ÚV KSČ; Slowaaks: Predsedníctvo ÚV KSČ) was in praktijk het hoogste machtsorgaan van de KSČ. Het werd gekozen uit het midden van het Centraal Comité (en formeel ondergeschikt aan dit orgaan) en gold als het dagelijks bestuur van de partij en vergelijkbaar met een politbureau in andere socialistische staten. Het laatste Presidium werd tijdens het 17e Congres van de KSČ in 1986 gekozen en bestond uit 12 leden en 5 kandidaatsleden. De voorzitter van het Presidium was tevens de secretaris-generaal van de KSČ en daarmee de machtigste bestuurder van de partij. 
In 1989, na de Fluwelen revolutie, verloor de KSČ haar machtsmonopolie en in 1990 werd het Presidium ontbonden en vervangen door een partijbestuur.
De Communistische Partij van Slowakije (KSS), de autonome partij van de Slowaakse Socialistische Republiek kende een eigen Presidium.

## Samenstelling 1986-1989
- Leden:
- Ladislav Adamec (KSČ)
- Vasil Biľak (KSČ)
- Peter Colotka (KSS)
- Jan Fojtík (KSČ)
- Karel Hoffmann (KSČ)
- Gustáv Husák (KSS)
- Alois Indra (KSČ)
- Miloš Jakeš (KSČ)
- Ignác Janák (KSS)
- Josef Kempný (KSČ)
- Jozef Lenárt (KSS)
- Lubomír Štrougal (KSČ)
- Kandidaten:
- Joseph Haman (KSČ)
- Vladimir Herman (KSČ)
- Miloslav Hruškovič (KSS)
- František Pitra (KSČ)
- Miroslav Zavadil (KSČ)

## Verwijzingen
Partijcongres · Centraal Comité · Secretariaat · Presidium · Secretaris-generaal